# Methanoregula
En la taxonomía de microorganismos, Candidatus Methanoregula es un género de Methanomicrobiales. Fue aislado en una turbera ácida.  Produce metano a un pH más bajo que cualquier otro organismo.

## Otras lecturas

### Revistas científicas
- Brauer SL; Cadillo-Quiroz H; Yashiro E; Yavitt JB et al. (2006). «Isolation of a novel acidiphilic methanogen from an acidic peat bog». Nature 442 (7099): 192-194. PMID 16699521. doi:10.1038/nature04810.
- Judicial Commission of the International Committee on Systematics of Prokaryotes (2005). «The nomenclatural types of the orders Acholeplasmatales, Halanaerobiales, Halobacteriales, Methanobacteriales, Methanococcales, Methanomicrobiales, Planctomycetales, Prochlorales, Sulfolobales, Thermococcales, Thermoproteales and Verrucomicrobiales are the genera Acholeplasma, Halanaerobium, Halobacterium, Methanobacterium, Methanococcus, Methanomicrobium, Planctomyces, Prochloron, Sulfolobus, Thermococcus, Thermoproteus and Verrucomicrobium, respectively. Opinion 79». Int. J. Syst. Evol. Microbiol. 55 (Pt 1): 517-518. PMID 15653928. doi:10.1099/ijs.0.63548-0.
- Euzeby JP; Tindall BJ (2001). «Nomenclatural type of orders: corrections necessary according to Rules 15 and 21a of the Bacteriological Code (1990 Revision), and designation of appropriate nomenclatural types of classes and subclasses. Request for an Opinion». Int. J. Syst. Evol. Microbiol. 51 (Pt 2): 725-727. PMID 11321122.
- Rouviere P; Mandelco L; Winker S; Woese CR (1992). «A detailed phylogeny for the Methanomicrobiales». Syst. Appl. Microbiol. 15 (3): 363-371. PMID 11540078. doi:10.1016/S0723-2020(11)80209-2.
- Balch WE; Fox GE; Magrum LJ; Woses CR et al. (1979). «Methanogens: reevaluation of a unique biological group». Microbiol. Rev. 43 (2): 260-296. PMC 281474. PMID 390357.

### Bases de datos científicos
- PubMed
- PubMed Central
- Google Scholar